# Josh Raskin
Josh Raskin (* 1980 in Toronto) ist ein kanadischer Filmregisseur und Animator. Als Musiker tritt er unter dem Namen Kids & Explosions auf.

## Leben
Raskin studierte von 2000 bis 2004 Neue Medien an der Ryerson University in Toronto. Für das National Film Board of Canada realisierte er einen Film, der Texte von Propagandafilmen der 1940er-Jahre mit neuem Bildmaterial mischte. Der Film erregte die Aufmerksamkeit von Jerry Levithan (* 1954), der Kontakt zu Raskin aufnahm. Levithan hatte 1969 als Jugendlicher ein Audio-Interview mit John Lennon geführt; nun beauftragte er Raskin mit der Visualisierung des Tons. Raskin, Animator James Braithwaite und Computergrafiker Alex Kurina arbeiteten rund ein Jahr am Film, wobei Raskin das Animationsskript schuf, Regie führte und als Produzent fungierte. Der Kurzfilm I Met the Walrus erlebte am 14. Juni 2007 auf dem Worldwide Short Film Festival in Toronto seine Festivalpremiere. Raskin wurde für den Film 2008 für einen Oscar in der Kategorie Bester animierter Kurzfilm nominiert.
Nach eigener Aussage führte die Arbeit an I Met the Walrus Raskin dazu, vorerst keine weiteren Filme mehr drehen zu wollen. Raskin hatte bereits während seines Studiums bei der Band Music for Mapmakers Gitarre gespielt. Nun widmete er sich erneut der Musik, arbeitete als DJ und veröffentlichte unter dem Namen Kids & Explosions im Jahr 2010 sein Debütalbum Shit Computer mit collagenartigen Mashups.
Parallel dazu arbeitete Raskin im Video- und Werbebereich und veröffentlichte 2012 den knapp 1,5 Minuten langen Werbespot Introducing Google Input Tools, den er im Auftrag von Google geschaffen hatte. Im Spot verband er verschiedene Animationstechniken, darunter Handanimation, Computeranimation und Stop-Motion-Animation.

## Auszeichnungen
- 2007: Nominierung Publikumspreis, New York City Short Film Festival, für I Met the Walrus
- 2008: Jurypreis für den besten animierten Kurzfilm, RiverRun International Film Festival, für I Met the Walrus
- 2008: Oscarnominierung, Bester animierter Kurzfilm, für I Met the Walrus
- 2009: Daytime Emmy, Daytime Emmy Awards, für I Met the Walrus